# Teodor Mal·li
Teodor Mal·li (en llatí Flavius Theodorus Mallius o Theodorus Mallius o Theodorus Manlius, en grec  Θεόδωρος) va ser un magistrat romà del segle iv, i un escriptor de religió cristiana. Era contemporani d'Agustí d'Hipona que li va dedicar la seva obra De vita beata.
Va ser cònsol l'any 399 i va escriure un llibre, De Rerum Natura, que es conserva. La seva vida la va escriure el filòleg Albert Rubens i va ser publicada l'any 1694. De vegades s'ha confós aquest Mal·li amb el poeta Manili.